# Anne Krüger

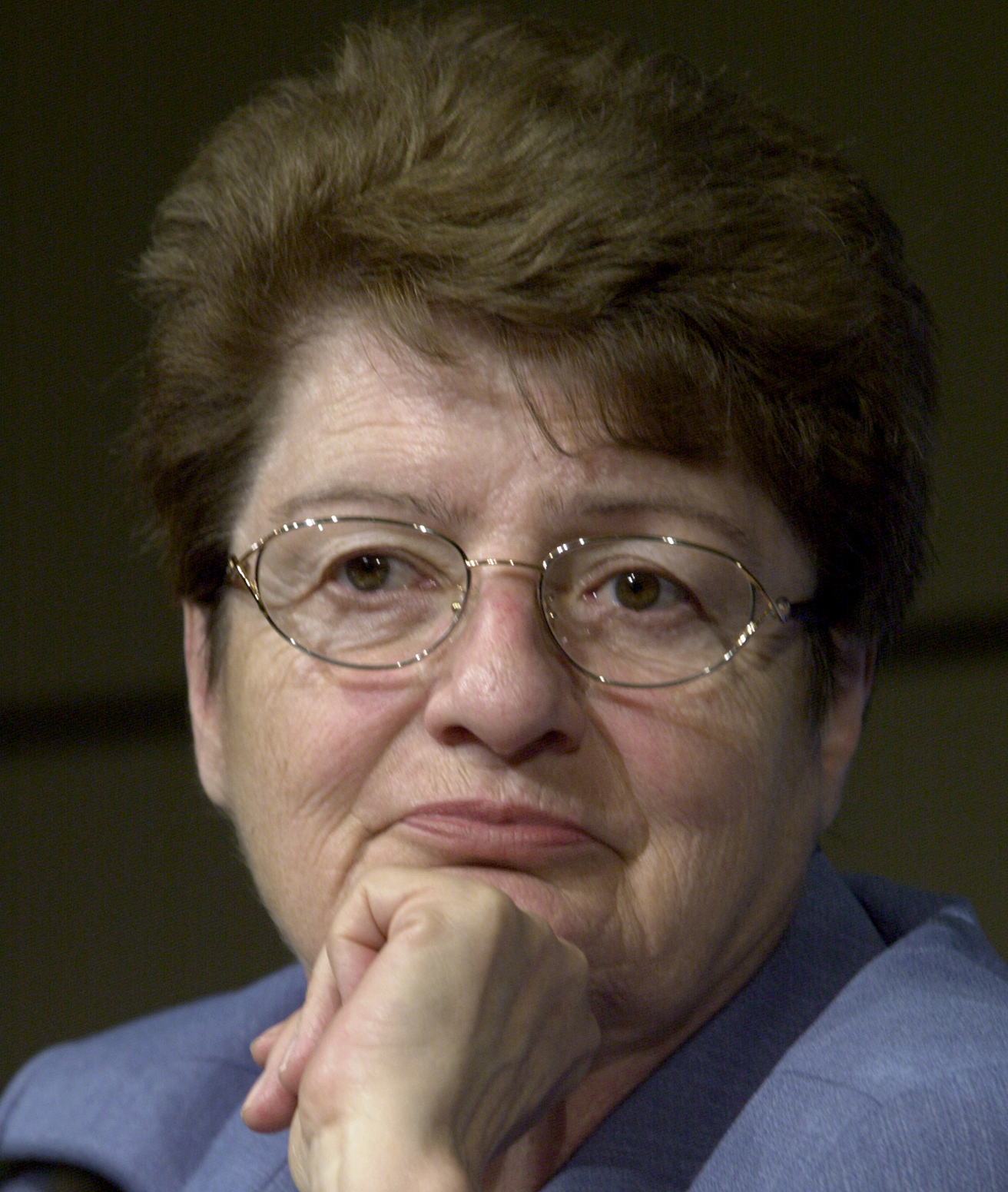
Anne Krüger

Anne Osborn Krüger (Endicott (New York), 12 februari 1934) was waarnemend directeur van het Internationaal Monetair Fonds van 1 september 2001 tot 31 augustus 2006. 
Tussen 4 maart 2004 en 7 juni 2004 was ze tijdelijk directeur van het IMF, na het ontslag van Horst Köhler die een andere betrekking aanvaardde. Op 7 juni werd het directeurschap overgenomen door Rodrigo de Rato. Op 1 september 2006 werd Krüger opgevolgd door John Lipsky.
Voordat ze bij het IMF kwam, was Krüger vanaf 1994 hoogleraar menswetenschappen aan de economische faculteit van de Stanford-universiteit. Ze was oprichter en directeur van Standfords Center for Research on Economic Development and Policy Reform; en ze was Senior Fellow aan het Hoover Instituut. 
Krüger was van 1959 tot 1982 hoogleraar aan de Universiteit van Minnesota en doceerde van 1987 tot 1994 aan de Duke University. Tevens was ze van 1982 tot 1986 hoofdeconoom van de Wereldbank. Ze behaalde een graad bij het Oberlin College en haar Ph.D. in economie aan de Universiteit van Wisconsin.
Krüger is een 'distinguished fellow' en voormalig president van de American Economic Association, lid van de National Academy of Sciences en 'research associate' van het National Bureau of Economic Research. Ze ontving vele prijzen op het gebied van de economie en heeft vaak gepubliceerd over hervormingspolitiek in ontwikkelingslanden, de rol van multilaterale instellingen in de internationale economie, en de politieke economie van de handel.